# Лангхаар
Немецкий лангхаар, или немецкая длинношёрстная легавая (нем. deutsch langhaar), — охотничья подружейная собака.

## История породы
Родиной породы является Германия. В 1877 году были отмечены первые характерные признаки породы, однако, чистопородных собак начали разводить только в 1879-м году. В самом начале лангхаар был мощной, крепко сбитой, похожей на медведя собакой, отличавшейся резким и твердым нравом, но в 1920-х годах породу стали скрещивать с ирландским сеттером и сеттер-гордоном — таким образом собаки приобрели более элегантную и изящную внешность.

## Внешний вид
Высота в холке кобелей — 60-70 см, сук — 58-66 см; идеальный рост — 63—66 см для кобелей и 60—63 см для сук. Средний вес — 30 кг.
Окрас собаки обычно сплошной: светло-коричневый или цвета опавшей листвы. Также коричневый с отметинами (белыми или с проседью); темная или светлая проседь, при этом голова и пятна коричневые; форелевый пятнистый (множество небольших коричневых пятен на белом фоне).

## Темперамент
Лангхаар довольно легко поддается дрессировке, послушен, это спокойная собака с уравновешенным и сдержанным темпераментом, без признаков агрессивности. Нуждается в продолжительных прогулках.